# Bordils
Bordils es un municipio español de la comarca del Gironés en la provincia de Gerona, España.

## Demografía
Bordils cuenta con una población de 1804 habitantes (INE 2024).
| Gráfica de evolución demográfica de Bordils entre 1842 y 2021                                                       |
| |
| Población de derecho según los censos de población del INE Población de hecho según los censos de población del INE |

## Comunicaciones
Línea de ferrocarril Barcelona-Portbou.

## Economía
Agricultura de regadío y ganadería.

## Lugares de interés
- Iglesia de Sant Esteve, de estilo gótico tardío (siglo XVI) con un retablo mayor renacentista.